# Lights go on again
Lights go on again은 비스트의 네 번째 EP 앨범이다.

## 활동 사항
예약판매 실시 및 라디오 티저 공개로 새 음반 발매를 알린 비스트는 11월 8일 티저영상을 공개하였다. 11월 9일 음반 발매와 동시에 음원을 공개하였는데 수록곡 전곡이 각종 음원차트에서 상위권에 진입하였고, 음반은 판매량 순위 1위를 하며 컴백 전부터 인기를 얻었다. 11월 14일 농심 사랑 나눔 콘서트에서 타이틀곡 "Beautiful"을 첫 공개하였다. 비스트는 12월 5일 컴백 3주만에 SBS 《인기가요》에서 "Beautiful"로 처음으로 뮤티즌송을 수상했다.

## 수록곡
전체 작사: 용준형 (Rap Making)
| #  | 제목                   | 작사·작곡                    | 편곡         | 재생 시간 |
| -- | ---------------------- | ---------------------------- | ------------ | --------- |
| 1. | 〈Lights go on again〉 | 신사동호랭이, 서재우, 홍승성 | 신사동호랭이 | 1:47      |
| 2. | 〈Beautiful〉          | 신사동호랭이, 김도훈, 이상호 | 이상호       | 3:36      |
| 3. | 〈니가 제일 좋아〉     | 신사동호랭이, 이채규, 전군   | 신사동호랭이 | 3:22      |
| 4. | 〈Lightless〉          | 신사동호랭이, 블랙아이드필승 | 신사동호랭이 | 3:24      |
| 5. | 〈I'm Sorry〉          | 블랙아이드필승               | 최규성       | 3:14      |

## 차트
타이틀곡 "Beautiful"는 Mnet 《엠카운트다운》에서 최고 3위를, KBS 《뮤직뱅크》 K-Chart에서는 2위를 차지하였으며, SBS 《인기가요》에서는 뮤티즌 송을 수상하였다.

### 주간 차트
| 차트                  | 최고 순위 |
| --------------------- | --------- |
| 가온 디지털 종합 차트 | 6위       |
| 가온 스트리밍 차트    | 7위       |
| 가온 다운로드 차트    | 3위       |
| 가온 BGM 차트         | 3위       |
| 멜론 종합 차트        | 10위      |
| 엠넷 차트             | 2위       |

| 차트           | 최고 순위 |
| -------------- | --------- |
| 가온 앨범 차트 | 1위       |
| 멜론 차트      | 7위       |